# Fanfare for the Uncommon Woman
Fanfare for the Uncommon Woman es una serie de seis composiciones breves, o "partes" de una composición de 25 minutos, de Joan Tower. Las Partes I, II, III y V están escritas para metales, las Partes IV y VI para orquesta completa. La partitura de toda la serie incluye 3 trompetas, 4 trompetas, 3 trombones, tuba, timbales, caja, 2 bombos, 5 platillos, 2 gongs, tam-tam, tom-toms, el triángulo, glockenspiel, marimba y campanillas. Tower escribió la Parte I en 1987, la Parte VI veintinueve años después, en 2016. Las fanfarrias son un homenaje a las "mujeres que se arriesgan y son aventureras", y cada una de ellas está dedicada a una mujer inspiradora en la música.

## Contexto
Joan Tower comenzó a componer música en la década de 1960, en un momento en que el mundo de la música dominado por los hombres seguía los estándares de composición de la Europa posterior a la Segunda Guerra Mundial. Ella se encuentra entre la generación de compositoras estadounidenses a las que se les atribuye la creación de su propia voz y liderar el camino para las generaciones posteriores.

## Resumen
La primera y más popular de las Fanfarrias fue encargada por la Sinfónica de Houston como parte del Fanfare Project de la orquesta y fue compuesta en 1986. Debutó el 10 de enero de 1987, con la Orquesta Sinfónica de Houston dirigida por Hans Vonk. Originalmente se inspiró en la Fanfarria para el hombre común de Copland y emplea la misma instrumentación y agrega el glockenspiel, la marimba, las campanas y los tambores. La pieza tiene una duración aproximada de 2 minutos y 41 segundos y está dedicada a la directora de orquesta Marin Alsop. Contiene una floritura de apertura, grandes golpes de percusión y luego un ritmo galopante que avanza a través del resto de la pieza para llegar a la conclusión.
La segunda Fanfare fue escrita en 1989 y usa la misma instrumentación que la primera pero agrega percusión. Fue encargado por Absolut Vodka y estrenado en el Lincoln Center en 1989. Fue interpretada por la Orquesta de Saint Luke y tiene una duración aproximada de 3 minutos y 23 segundos.
La tercera fanfarria se escribió en 1991 y fue encargada por el Carnegie Hall en conmemoración de su centenario. Se estrenó el 5 de mayo de 1991 y fue interpretada por Empire Brass y miembros de la sección de metales de la Orquesta Filarmónica de Nueva York. El director era Zubin Mehta y tiene una duración de unos 5 minutos y 15 segundos. Se presenta en una escala mayor que las demás y se mueve gradualmente de un lirismo tranquilo a acordes interpretados por el conjunto completo antes de reducir la velocidad a una coda final. Está dedicado a Frances Richard, directora de música de concierto de ASCAP.
La cuarta fanfarria se escribió en 1992 y fue la única de la serie compuesta para orquesta completa en la que no dominan los metales. Sin embargo, sus ritmos propulsores y pura energía lo califican como una fanfarria. La pieza fue encargada por la Sinfónica de Kansas City y se estrenó el 16 de octubre de 1992, dirigida por William McGlaughlin. La pieza tiene una duración aproximada de 4 minutos y 35 segundos.
La quinta fanfarria se escribió en 1993 y fue encargada por el Festival de Música de Aspen para la inauguración del Joan and Irving Harris Concert Hall en 1993. Tiene una duración aproximada de 3 minutos y está dedicada a la directora JoAnn Falletta.
La sexta fanfarria fue escrita en 2016 para orquesta completa, por encargo de la Orquesta Sinfónica de Baltimore.

## Interpretaciones
Las fanfarrias han sido interpretadas en todo el mundo por más de 500 conjuntos.
En 1999, las primeras cinco fanfarrias fueron grabadas por la Orquesta Sinfónica de Colorado, junto con su <i>Concierto para orquesta</i> y sus Dúos para orquesta. Tower dedicó la primera fanfarria a la directora de orquesta de la grabación, Marin Alsop. En 2015, esta grabación se agregó al Registro Nacional de Grabaciones de la Biblioteca del Congreso, después de haber sido juzgada como “cultural, histórica o estéticamente importante”.